# Промежуточные парламентские выборы Грузии (2008)
Промежуточные парламентские выборы Грузии (2008) состоялись 3 ноября 2008 года в двух районах столицы — Ваке и Дидубе. В промежуточных выборах депутатов по мажоритарной системе в двух одномандатных округах участвовали кандидаты только от оппозиционных партий: Христианско-демократической, «Мы сами», «Картули даси», Национальной партии радикал-демократов и Национально-демократической партии. В Вакийском и Дидубском районах грузинской столицы зарегистрировано 170 тысяч избирателей. Депутатами парламента на промежуточных выборах были избраны Гурам Чахвадзе (Национально-демократическая партия) и Тамаз Квачантирадзе (Христианско-демократическая партия). 
Одновременно прошли выборы в Верховный совет Аджарской автономии Грузии, которые проходят раз в четыре года. В них участвовали шесть оппозиционных и пропрезидентская партия «Единое национальное движение». Всего в автономии зарегистрировано 289 тысяч избирателей в шести избирательных округах. Победило ЕНД.